# Kotaku
Kotaku este un blog de jocuri video care face parte din rețeaua de site-uri Gawker Media (Gawker.com, Gizmodo, Jalopnik, Lifehacker, Deadspin, Jezebel și io9).

## Istorie
Kotaku a fost lansat în octombrie 2004, iar de atunci au fost lansate mai multe variante localizate pentru Australia, Japonia, Brazilia și Regatul Unit. Kotaku este în prezent condus de Stephen Totilo, preluând această responsabilitate după ce Brian Crecente a părăsit site-ul în 2012. A intrat în lista „Blog 100” a CNET, și s-a clasat pe locul 50 în topul site-urilor clasice condus de PC Magazine's "Top 100 Classic Web Sites" list.

## Legături externe
- Site oficial